# Wes Nelson

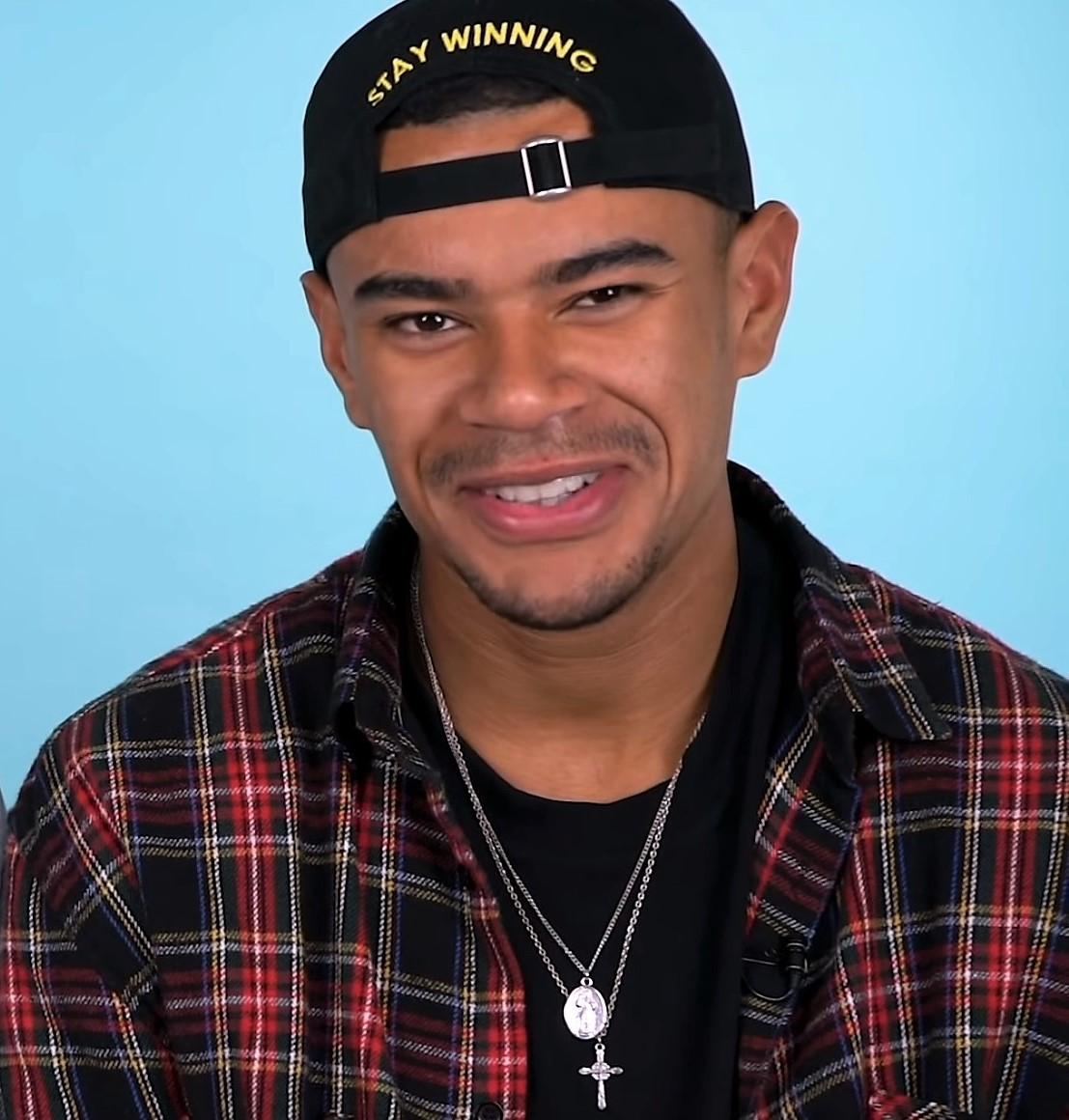
Wes Nelson (2019)

Wesley Nelson (* 18. März 1998 in Newcastle-under-Lyme, Staffordshire) ist ein britischer Rapper und eine Fernsehpersönlichkeit.

## Leben
Wesley Nelson arbeitete als Kerntechniker. Er nahm ab 2018 an verschiedenen Reality-TV-Formaten teil. So war er an der vierten Staffel von Love Island beteiligt, wo er das Finale erreichte und mit dem vierten Platz abschloss. Mit seinem Co-Star Meghan Barton Hanson führte er anschließend eine kurze Beziehung, die Gegenstand der Berichterstattung in der Boulevardpresse wurde.
Es folgte eine Teilnahme an der 11. Staffel von Dancing on Ice zusammen mit Vanessa Bauer, wo er als Zweitplatzierter abschloss. Kurz vor dem Finale zog er sich eine Verletzung am Handgelenk zu. Im Oktober 2019 folgte eine Teilnahme an The X Factor: Celebrity, bei der er zusammen mit Teilnehmern von Love Island unter dem Namen No Love Lost sein musikalisches Talent zeigte.
Im August 2020 verkündete er, bei EMI Records unter Vertrag zu stehen. Seine Debütsingle See Nobody mit Hardy Caprio erreichte in den britischen Singlecharts Platz drei und wurde mit einer Goldenen Schallplatte ausgezeichnet. Auch seine zweite Single Nice to Meet Ya mit Yxng Bane erreichte eine Chartplatzierung. Am 30. Juli 2021 erschien mit Drive ein Featuring von Nelson, bei dem er die britische Elektropopband Clean Bandit und den deutschen DJ Topic unterstützte. Die Single erreichte mit Rang 33 ebenfalls die britischen Charts.

## Diskografie

### Singles
| Jahr | Titel Album       | Höchstplatzierung, Gesamtwochen, AuszeichnungChartplatzierungen (Jahr, Titel, Album, Platzierungen, Wochen, Auszeichnungen, Anmerkungen) | Höchstplatzierung, Gesamtwochen, AuszeichnungChartplatzierungen (Jahr, Titel, Album, Platzierungen, Wochen, Auszeichnungen, Anmerkungen) | Höchstplatzierung, Gesamtwochen, AuszeichnungChartplatzierungen (Jahr, Titel, Album, Platzierungen, Wochen, Auszeichnungen, Anmerkungen) | Höchstplatzierung, Gesamtwochen, AuszeichnungChartplatzierungen (Jahr, Titel, Album, Platzierungen, Wochen, Auszeichnungen, Anmerkungen) | Anmerkungen                                                                                    |
| Jahr | Titel Album       | DE | AT | CH | UK | Anmerkungen                                                                                    |
| ---- | ----------------- | --- | --- | --- | --- | ---------------------------------------------------------------------------------------------- |
| 2020 | See Nobody –      | — | — | — | UK3 Platin · (7 Wo.)UK | Erstveröffentlichung: 17. September 2020 Verkäufe: + 600.000; mit Hardy Caprio                 |
| 2021 | Nice to Meet Ya – | DE5 Gold (Remix mit Loredana) · (18 Wo.)DE                                                                                               | AT7 Platin (Remix mit Loredana) · (16 Wo.)AT                                                                                             | CH7 (17 Wo.)CH | UK33 Silber · (10 Wo.)UK | Erstveröffentlichung: 1. April 2021 Verkäufe: + 430.000; feat. Yxng Bane                       |
| 2021 | Drive –           | DE— aDE | — | — | UK17 Gold · (24 Wo.)UK | Erstveröffentlichung: 30. Juli 2021 Verkäufe: + 475.000; Clean Bandit feat. Topic & Wes Nelson |
| 2021 | Say Nothing –     | — | — | — | — | Erstveröffentlichung: 22. Oktober 2021                                                         |
| 2024 | Abracadabra –     | — | — | — | UK37 (3 Wo.)UK | Erstveröffentlichung: 9. Februar 2024 mit Craig David                                          |

## Auszeichnungen für Musikverkäufe
| Goldene Schallplatte - Italien - 2023: für die Single Drive - Polen - 2024: für die Single Drive |

Anmerkung: Auszeichnungen in Ländern aus den Charttabellen bzw. Chartboxen sind in ebendiesen zu finden.
| Land/RegionAuszeichnungen für Musikverkäufe (Land/Region, Auszeichnungen, Verkäufe, Quellen) | Silber  | Gold     | Platin     | Verkäufe  | Quellen           |
| -------------------------------------------------------------------------------------------- | ------- | -------- | ---------- | --------- | ----------------- |
| Deutschland (BVMI)                                                                           | —       | Gold1    | —          | 200.000   | musikindustrie.de |
| Italien (FIMI)                                                                               | —       | Gold1    | —          | 50.000    | fimi.it           |
| Österreich (IFPI)                                                                            | —       | —        | Platin1    | 30.000    | ifpi.at           |
| Polen (ZPAV)                                                                                 | —       | Gold1    | —          | 25.000    | olis.pl           |
| Vereinigtes Königreich (BPI)                                                                 | Silber1 | Gold1    | Platin1    | 1.200.000 | bpi.co.uk         |
| Insgesamt                                                                                    | Silber1 | 4× Gold4 | 2× Platin2 |           |                   |

## Filmografie
| Jahr      | Titel                        | Anmerkung               |
| --------- | ---------------------------- | ----------------------- |
| 2018      | Love Island                  | Teilnehmer, 4. Staffel  |
| 2019      | Dancing on Ice               | Teilnehmer, 11. Staffel |
| 2019      | 8 Out of 10 Cats             | Gast                    |
| 2019      | The Crystal Maze             | eine Folge              |
| 2019      | The X Factor: Celebrity      | Teilnehmer              |
| 2019      | Sink or Swim                 | Teilnehmer              |
| 2019      | Celebrity Antiques Road Trip | eine Folge              |
| 2019/2021 | Lorraine                     | Gaststar                |
| 2020      | Hey Tracey!                  | Gast                    |
| 2020      | Top of the Pops              | Auftritt                |